# Atrocity
Atrocity — немецкая дэт-метал-группа, основанная в 1985 году Александром Круллем, который и по сей день является её фронтменом. Помимо ведущего дэт-метала, коллектив часто экспериментировал с другими родственными жанрами метала, такими как дарк-метал или индастриал-метал.

## История
Atrocity была основана в 1985 году в немецком городе Людвигсбург. После записи своего демоальбома Instigators (1988) и мини-альбома Blue Blood на лейбле Nuclear Blast, группа в 1990 году выпустила свой дебютный студийный альбом — Hallucinations.
В 1992 году, после международного тура в поддержку дебютного альбома, Atrocity на лейбле Roadrunner Records выпускает второй студийный альбом Todessehnsucht. Этот релиз удивил критиков, так как к записи альбома были привлечены оперные певицы. После этого релиза группа получила репутацию как группа с чрезвычайно сложной и хорошо структурированной идеей песни. Основными мотивами лирики группы были темы депрессии и смерти
Третий альбом вышел в 1994 году уже на третьем по счёту для группы лейбле Massacre Records. Релиз получил название Blut. Тематика альбома была пронизана темами вампиризма, а видеоклип «Blut» снимался в трансильванском замке.
В 1995 году Atrocity выпускает сразу два студийных альбома:Calling the Rain и Die Liebe. Песня «Calling the Rain» из альбома Blut была воспринята слушателями настолько хорошо, что группа решила продолжить работу в том же направлении. В этот период к группе присоединяется Ясмин Крулль, сестра Александра Крулля, которая станет сессионной музыканткой и будет то покидать, то возвращаться в коллектив для совместной работы. Die Liebe записывался вместе с Das Ich, немецкой командой, играющей в стилях дарквейв, индастриал, электро-готик.
Willenskraft, шестой студийный альбом Atrocity выпустила в 1996 году. Многие элементы стали более атмосферными, а также добавились мощные гитарные риффы. Группа продолжила сотрудничество с Das Ich. В этом же году был выпущен мини-альбом The Hunt, который в своём трек-листе среди прочих композиций включает песню «Blue Blood».
В 1997 году в альбоме Werk 80 группа перепела на свой мотив поп-песни 80-х годов XX века, которые на тот момент уже стали считаться классическими. Перед началом нового тысячелетия, в 1999 году вышел сборник Non Plus Ultra, в него группа включила лучшие песни 1989—1999 годов. В этом же году Atrocity дебютировала с концертами в США.
Следующим студийным альбомом стал Gemini, вышедший в 2000 году на лейбле Motor Music (подразделение Universal Music Group). Альбом содержит электронные компоненты и двуязычную (английский и немецкий) лирическую составляющую.
Вскоре Atrocity подписали контракт с австрийским лейблом Napalm Records и уже в 2004 году этот лейбл выпустил новый студийный альбом группы, Atlantis. Помимо музыки альбом содержал мультимедийный раздел с подробной информацией о величайших мифах нашего времени. Незадолго до этого, в 2003 году Александр Крулль с супругой Лив Кристин Эспенес-Крулль основывают симфо-метал-группу Leaves’ Eyes с ведущим женским вокалом, куда также входят многие музыканты Atrocity. Александр Крулль выступает в новой группе бэк-вокалистом.
В 2008 году музыканты решили обратиться к 80-м ещё раз. Вышел альбом Werk 80 II, который, как и первый, содержал каверы на популярные песни 80-х годов. Этот альбом стал музыкально более тяжёлым, чем 'Werk 80, Atrocity сохранили свой стиль, к записи были приглашены симфонический оркестр и хор. На обложке альбома изображена королева бурлеска, американская фотомодель Дита фон Тиз.
В записи альбома After the Storm, вышедшего в 2010 году, снова поучаствовала Ясмин Крулль, сестра Александра. Запись производилась с использованием только живых инструментов, что позволило добиться уникального звучания.

## Состав

### Текущий состав
- Александр Крулль (Alexander Krull) — вокал, клавишные
- Торстен Бауер (Torsten Bauer) — гитара
- Сандер ван дер Меер (Sander van der Meer) — гитара
- JB van der Wal — бас-гитара
- Joris Nijenhuis — ударные

### Сессионные участники
- Ясмин Крулль — вокал, флейта
- Лив Кристин — вокал

### Бывшие участники
- Gernot Winkler †
- René Tometschek — бас-гитара
- Frank Knodel — гитара
- Oliver Klasen — бас-гитара
- Markus Knapp — бас-гитара
- Richard Scharf — гитара
- Michael Schwarz — ударные
- Martin Schmidt — ударные
- Мориц Нойнер (Moritz Neuner) — ударные
- Крис Лукхауп (Chris Lukhaup) — бас-гитара
- Николас Баркер (Nicholas Barker) — ударные
- Алла Федынич (Alla Fedynitch) — бас-гитара
- Севен Антонопулос (Seven Antonopoulos) — ударные
- Матиас Рёдерер (Mathias R?derer) — гитара
- Роланд Навратил (Roland Navratil) — ударные

## Дискография

### Студийные альбомы
- 1990: Hallucinations
- 1992: Todessehnsucht
- 1994: Blut
- 1995: Calling the Rain (акустический альбом)
- 1995: Die Liebe
- 1996: Willenskraft
- 1997: Werk 80
- 2000: Gemini
- 2004: Atlantis
- 2008: Werk 80 II
- 2010: After the Storm
- 2013: Okkult
- 2018: Okkult II
- 2023: Okkult III

### Мини-альбомы
- 1989: Blue Blood
- 1996: The Hunt
- 1996: The Definition of Kraft and Wille
- 1997: Tainted Love
- 2017: Masters of Darkness

### Демо
- 1988: Instigators
- 2022: Unspoken Names (Demo 1991)

### Сборники
- 1996: Kraft & Wille (Коллекция видео + The Hunt)
- 1999: Non Plus Ultra

### DVD
- 2012: Die Gottlosen Jahre

### Видео
- «Blut» (из альбома Blut, 1994)
- «Calling The Rain» (из альбома Calling the Rain, 1995)
- «Die Liebe» (with Das Ich) (из альбома Die Liebe, 1995)
- «Love is Dead» (из альбома Willenskraft, 1996)
- «Taste Of Sin» (из альбома Gemini, 2000)
- «Cold Black Days» (из альбома Atlantis, 2004)
- «The Sun Always Shines on TV» (из альбома Werk 80 II, 2008)
- «Pandaemonium» (из альбома Okkult, 2013)
- «Shadowtaker» (из альбома Okkult II, 2018)